# Rigidoporus moeszii
Rigidoporus moeszii är en svampart som först beskrevs av Pilát ex Pilát, och fick sitt nu gällande namn av Zdeněk Pouzar 1966. Rigidoporus moeszii ingår i släktet Rigidoporus och familjen Meripilaceae.   Inga underarter finns listade i Catalogue of Life.